# جو روث (لاعب كرة قدم أمريكية)
جو روث (بالإنجليزية: Joe Roth)‏ هو لاعب كرة قدم أمريكية أمريكي، ولد في 29 مايو 1955 في سان دييغو في الولايات المتحدة، وتوفي في 19 فبراير 1977 بسبب ورم ميلانيني.